# Rouzbeh Cheshmi
Rouzbeh Cheshmi (tiếng Ba Tư: روزبه چشمی; sinh ngày 24 tháng 7 năm 1993) là một cầu thủ bóng đá chuyên nghiệp người Iran hiện thi đấu ở vị trí trung vệ cho câu lạc bộ Esteghlal và đội tuyển quốc gia Iran.

## Thống kê sự nghiệp

### Câu lạc bộ
Tính đến 30 tháng 6 năm 2022
| Club         | Division                | Season       | League | League | Hazfi Cup | Hazfi Cup | Asia | Asia  | Total | Total |
| Club         | Division                | Season       | Apps   | Goals  | Apps      | Goals     | Apps | Goals | Apps  | Goals |
| ------------ | ----------------------- | ------------ | ------ | ------ | --------- | --------- | ---- | ----- | ----- | ----- |
| Saba         | Persian Gulf Pro League | 2013–14      | 25     | 1      | 1         | 0         | —    | —     | 26    | 1     |
| Saba         | Persian Gulf Pro League | 2014–15      | 24     | 0      | 1         | 0         | —    | —     | 25    | 0     |
| Saba         | Total                   | Total        | 49     | 1      | 2         | 0         | —    | —     | 51    | 1     |
| Esteghlal    | Persian Gulf Pro League | 2015–16      | 22     | 0      | 4         | 0         | —    | —     | 26    | 0     |
| Esteghlal    | Persian Gulf Pro League | 2016–17      | 0      | 0      | 0         | 0         | 0    | 0     | 0     | 0     |
| Esteghlal    | Persian Gulf Pro League | 2017–18      | 26     | 3      | 5         | 0         | 9    | 0     | 40    | 3     |
| Esteghlal    | Persian Gulf Pro League | 2018–19      | 19     | 0      | 2         | 0         | 4    | 1     | 25    | 1     |
| Esteghlal    | Persian Gulf Pro League | 2019–20      | 22     | 1      | 3         | 0         | 6    | 0     | 31    | 1     |
| Esteghlal    | Total                   | Total        | 89     | 4      | 14        | 0         | 19   | 1     | 122   | 5     |
| Umm Salal    | Qatar Stars League      | 2020–21      | 18     | 1      | 2         | 0         | —    | —     | 20    | 1     |
| Esteghlal    | Persian Gulf Pro League | 2021–22      | 19     | 0      | 3         | 0         | 0    | 0     | 22    | 0     |
| Career Total | Career Total            | Career Total | 175    | 6      | 21        | 0         | 19   | 1     | 215   | 7     |

### Quốc tế
Tính đến 7 tháng 2 năm 2024
| Đội tuyển quốc gia | Năm  | Trận | Bàn |
| ------------------ | ---- | ---- | --- |
| Iran               |      |      |     |
| 2017               | 5    | 0    |     |
| 2018               | 10   | 1    |     |
| 2019               | 3    | 0    |     |
| 2020               | 0    | 0    |     |
| 2021               | 0    | 0    |     |
| 2022               | 3    | 1    |     |
| 2023               | 8    | 0    |     |
| 2024               | 5    | 1    |     |
| Tổng               | Tổng | 34   | 3   |

### Bàn thắng quốc tế
Bàn thắng và kết quả của Iran được để trước.
| #  | Ngày                 | Địa điểm                                     | Đối thủ    | Bàn thắng | Kết quả | Giải đấu            |
| -- | -------------------- | -------------------------------------------- | ---------- | --------- | ------- | ------------------- |
| 1. | 19 tháng 5 năm 2018  | Sân vận động Azadi, Tehran, Iran             | Uzbekistan | 1–0       | 1–0     | Giao hữu            |
| 2. | 25 tháng 11 năm 2022 | Sân vận động Ahmed bin Ali, Al Rayyan, Qatar | Wales      | 1–0       | 2–0     | FIFA World Cup 2022 |
| 3. | 9 tháng 1 năm 2024   | Sân vận động Ahmed bin Ali, Al Rayyan, Qatar | Indonesia  | 2–0       | 5–0     | Giao hữu            |